# EL/M-2075 Phalcon

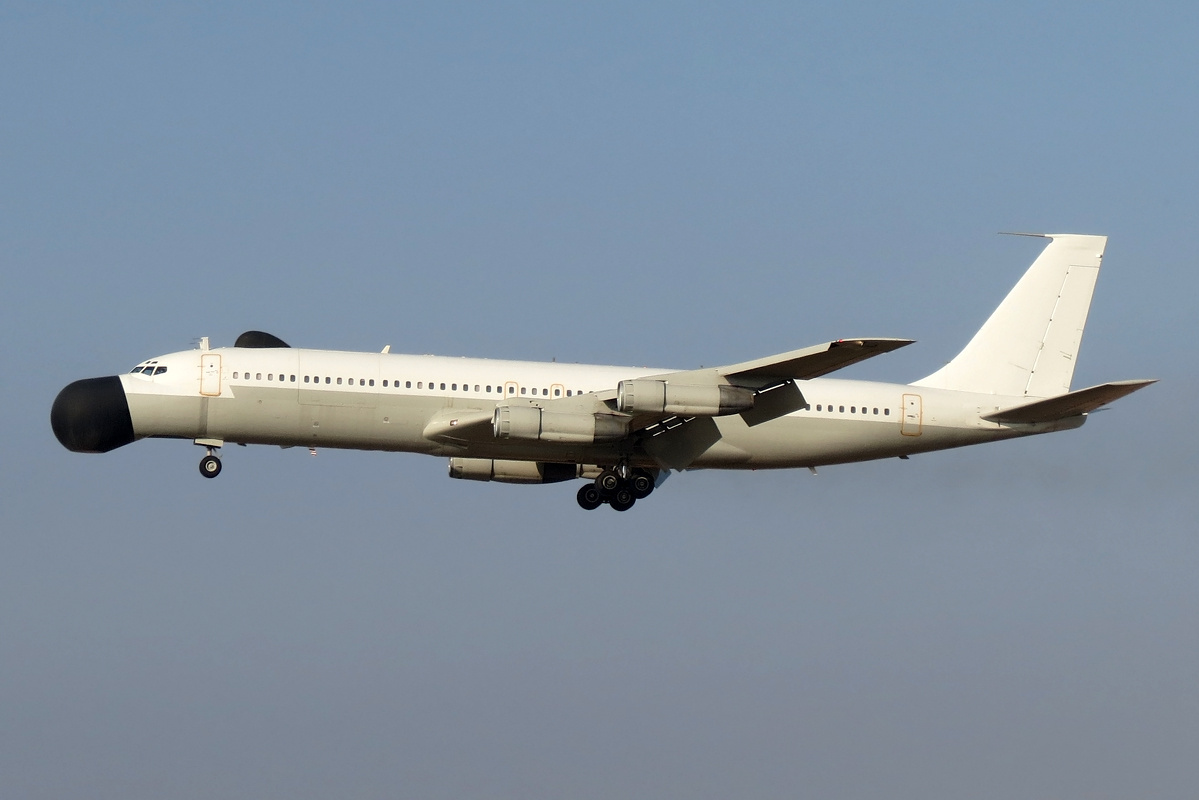
Boeing 707 équipé du système EL/M-2075 Phalcon.

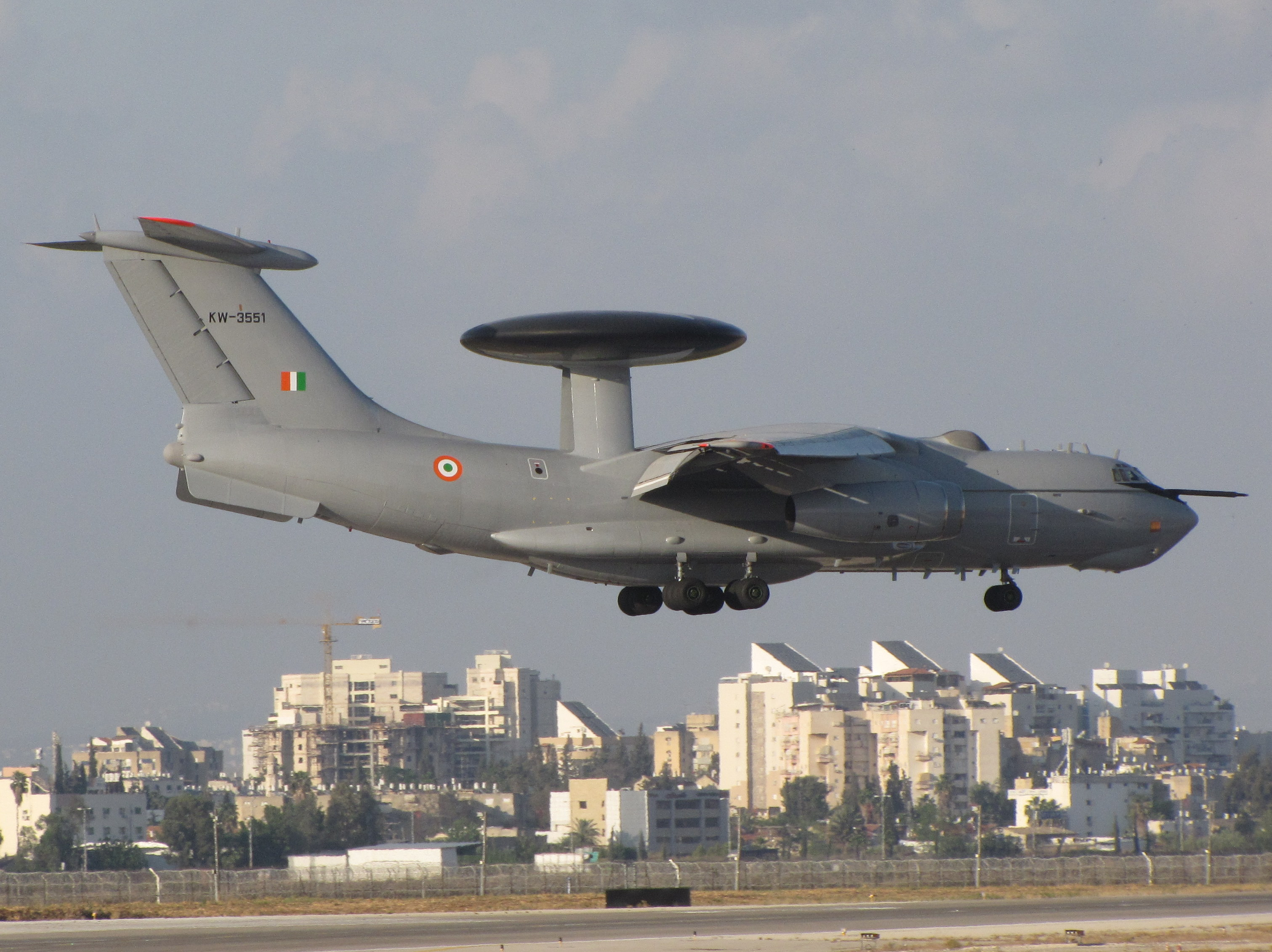
Un Beriev A-50 indien équipé d'un EL/M-2090.

L'IAI EL/M-2075 Phalcon est un système de détection et de commandement aéroporté et de contrôle radar (AEW & C) avec radar à antenne active développé en Israël par Israel Aerospace Industries (IAI) et Elta Electronics Industries entré en service en 1994.
Son objectif principal est de fournir des renseignements de manière à conserver la supériorité aérienne et assurer une surveillance tous azimuts. Le système et les versions qui lui ont succédé est actuellement en service dans quatre pays (Israël, l'Inde, le Chili et Singapour).
Il peut être installé sur différents types d'avions comme les Boeing 707, Boeing 767, Boeing 747, Airbus et C-130.

## Version EL/M-2085
L'IAI EL/M-2085 est la troisième version du Phalcon. Il a l'avantage de pouvoir être déployé sur des avions plus petits, Gulfstream G550 par exemple au lieu des Boeing 707 des premières versions.

## Pays utilisateurs
- Israël
- Inde, version EL/W-2090 (en)
- Chili sous le nom de Condor
- Singapour